# ISO/IEC 20000
ISO/IEC 20000 és l'estàndard internacional per a la gestió de serveis de TI. Va ser desenvolupat el 2005 per ISO/IEC JTC1/SC7 i revisat el 2011 i el 2018 (3a versió) confirmada de nou el 2023 amb el nom ISO/IEC 20000-1:2018 (hi ha una esmena el 2024: 1 - Canvis en l'acció climàtica, que no canvia el model del estàndard). Originalment es va basar en l'anterior BS 15000 que va ser desenvolupat per BSI Group.
La ISO/IEC 20000, com el seu predecessor BS 15000, es va desenvolupar originalment per reflectir la guia de bones pràctiques continguda en el marc ITIL, tot i que també admet altres marcs i enfocaments de gestió de serveis de TI, inclòs Microsoft Operations Framework i components del marc COBIT d'ISACA. La diferenciació entre ISO/IEC 20000 i BS 15000 ha estat abordada per Jenny Dugmore.
L'estàndard es va publicar per primera vegada el desembre de 2005. El juny de 2011, la ISO/IEC 20000-1:2005 es va actualitzar a la ISO/IEC 20000-1:2011. El febrer de 2012, ISO/IEC 20000-2:2005 es va actualitzar a ISO/IEC 20000-2:2012.
La ISO 20000-1 ha estat revisada per ISO/IEC JTC 1/SC 40 Gestió de serveis de TI i governança de TI. La revisió es va publicar el juliol de 2018. A partir d'aquest moment, les entitats certificades entren en un període de transició de tres anys per actualitzar-se a la nova versió d'ISO 20000-1, ISO/IEC 20000-1:2018 - Tecnologia de la informació - Gestió de serveis - Part 1: Requisits del sistema de gestió de serveis.
El estàndard es compost actualment (2025) per 12 documents principals:
| Document         | Contingut | Revisat |
| 20000-1:2018     | Requisits dels sistemes de gestió de serveis Els requisits especificats en aquest document inclouen la planificació, disseny, transició, lliurament i millora de serveis per complir amb els requisits del servei i lliurar valor. | 2023    |
| 20000-2:2019     | Guia d’implementació dels sistemes de gestió de serveis basats en 20000-1 amb exemples i recomanacions | 2024    |
| 20000-3:2019     | Guia a la definició de l’abast i aplicabilitat. Ajuda a establir si ISO 20000-1 es aplicable a les circumstàncies de la organització                                                                                               | 2024    |
| 20000-5:2022 TS  | Guia amb exemples d’implementació | 2025    |
| 20000-6:2017     | Requisits i orientació per a organismes de certificació que ofereixin auditoria i certificació d'un SMS d'acord amb la norma ISO 200001-1                                                                                          | 2022    |
| 20000-10:2018    | Conceptes i vocabulari | 2025    |
| 20000-11:2021    | Relació ISO 20000-1 amb ITIL 4 Mostra com ITIL es pot utilitzar amb ISO 20000-1 | 2024    |
| 20000-12         | Relació ISO 20000-1 amb CMMI-SVC |         |
| 20000-14:2023 TS | Guia per a les organitzacions que estan establint o millorant un sistema de gestió de serveis (SMS) mitjançant la incorporació d'un o diversos integradors de serveis (SIAM).                                                      | --      |
| 20000-15:2024 TS | Relació ISO 20000-1 amb Agile i DevOps | --      |
| 20000-16:2025 TS | Incloure sostenibilitat dins d'un sistema de gestió de serveis (SMS) basat en els requisits definits en ISO 20000-1 | --      |
| 20000-17:2024 TR | escenaris, explicacions i exemples per a l'aplicació pràctica de sistemes de gestió de serveis (SMS) basats en ISO 20000-1 | --      |

També disposa d’una guia pràctica general per a incorporar mètodes de gestió (Agile, Lean, DevOps,...), metodologies i marcs (ITIL, COBIT, CMMI-SVC) i altres estàndards (ISO 9001, ISO 27001, ISO 31000).
Les sigles TS i TR utilitzades per ISO signifiquen :
TR (Technical Report): Informe tècnic
TS (Technical Specification): Especificació tècnica tal com indica la pròpia ISO sobre els diferents tipus de documents que proporcionen més enllà dels estàndards acordats.

## Parts

### ISO/IEC 20000-1: Gestió de serveis
Formalment: ISO/IEC 20000-1:2018 ('part 1') especifica els requisits per "establir, implementar, mantenir i millorar contínuament un sistema de gestió de serveis. Un SMS dona suport a la gestió del cicle de vida del servei, incloent la planificació, el disseny, la transició., la prestació i la millora de serveis, que compleixin els requisits acordats i aportin valor als clients, usuaris i a l'organització que ofereix els serveis". La versió 2018 (ISO/IEC 20000-1:2018) consta de deu seccions, seguint l'estructura d'alt nivell de l'annex SL de les directives consolidades ISO/IEC, part 1:
1. Àmbit
2. referències normatives
3. Termes i definicions
4. Context de l'organització
5. Lideratge
6. Planificació
7. Suport del Sistema de Gestió de Serveis
8. Funcionament del Sistema de Gestió de Serveis
9. Avaluació de rendiment
10. Millora

## Certificacions i esquemes de qualificació
Com passa amb la majoria de normes ISO, les organitzacions i les persones busquen formació per establir coneixements i excel·lència en l'aplicació de la norma. L'esquema de certificació s'adreça a les organitzacions, mentre que l'esquema de qualificació s'adreça a les persones.
La qualificació de les persones l'ofereixen URS, APMG-International, EXIN, PECB, Loyalist Certification Services, TÜV SÜD Akademie, PEOPLECERT i IRCA. El programa EXIN, Loyalist i TÜV SÜD és de fet una qualificació en Gestió de Serveis de TI basada en ISO/IEC 20000 i inclou un nivell de Fundació i diversos certificats basats en rols: professionals en Alineació, Entrega, Control i Suport, Associat, Consultor (Executiu) /Gerent i Auditor. Les qualificacions d'APMG se centren a obtenir la certificació d'una organització i presumeix que ja hi ha disponible coneixements de gestió de serveis informàtics. Les qualificacions APMG es realitzen a nivell de Fundació, Practicant i Auditor. L'IRCA i altres organitzacions implicades en la certificació d'auditors han desenvolupat la seva pròpia formació i certificació d'auditors per als auditors ISO/IEC 20000.
La importància de la certificació per ISO/IEC 20000 no està correlacionada amb l'adopció global. ISO recull el nombre de certificats emesos dels diferents organismes de certificació i publica els resultats anualment a The ISO Survey of Management System Standard Certifications. L'enquesta de 2020 informa que es van emetre 7846 (5461 a la Xina) certificats per a la norma ISO/IEC 20000.